# Alcest
Alcest är ett franskt musikprojekt som började som en musikgrupp (black metal) 2000, men som senare övergått till att bli ett soloprojekt med gruppens grundare, den franska musikern Neige. Alcests musik har efter detta utvecklats till att även omfatta shoegazing, postrock, post-metal och alternativ metal.
År 2001 gav gruppen ut en demo, Tristesse Hivernale, som innehöll traditionella black metal-låtar. Efter denna demo blev gruppen ett soloprojekt och 2005 kom EP:n Le Secret, som inkluderade blid sång och användning av durskalan, vilket var ovanligt för ett black metal-album.
År 2007 kom albumet Souvenirs d'un autre monde. Detta album gick ännu längre bort från black metal och var att jämföra med band som My Bloody Valentine och Jesu.
År 2010 gav man ut albumet Écailles de Lune och 2012 albumet Les Voyages de l'Âme. Dessa följdes 2014 upp med albumet Shelter, där amiina och Neil Halstead medverkar. Med detta album lämnade Alcest för första gången helt black metal – och metal över huvud taget – för att i stället omfamna shoegazing/postrock.

## Medlemmar

### Nuvarande medlemmar
- Neige (Stéphane Paut) – trummor (1999–2009), sång, gitarr, basgitarr, keyboard (1999– )
- Winterhalter (Jean Deflandre) – trummor (2009– )

### Tidigare medlemmar
- Argoth – basgitarr (2000–2001)
- Aegnor (Ludovic) – sologitarr (2000–2001)

### Turnerande medlemmar
- Indria (Indria Saray) – basgitarr (2010– )
- Zero (Pierre Corson) – bakgrundssång, gitarr (2010– )
- Fursy Teyssier – basgitarr (2010)
- Zoé – gitarr (2013)

## Diskografi

### Demo
- Tristesse Hivernale (2001)

### Studioalbum
- Souvenirs d'un autre monde (2007)
- Écailles de Lune (2010)
- Les Voyages de l'Âme (2012)
- Shelter (2014)
- Kodama (2016)
- Spiritual Instinct (2019)
- Les Chants de l'Aurore (2024)

### Livealbum
- BBC Live Session (2012)

### EP
- Le Secret (2005)
- Protection EP - Exclusive Sampler (2019)

### Singlar
- "Autre Temps" (2012)
- "Opale" (2013)
- "Oiseaux de proie" (2016)
- "Protection" (2019)
- "Sapphire" (2019)

### Övrigt
- Aux Funérailles du Monde.../Tristesse Hivernale (delad album med Angmar) (2007)
- Alcest / Les Discrets (delad mini-album med Les Discrets) (2009)